# Jangryeol
 Jangnyeol, född 1624, död 1688, var en koreansk drottning, gift med kung Injo av Joseon. 
Hon utvaldes till att bli nästa drottning 1638, två år efter den förra drottningens död i barnsäng. Hon fick ingen son, och kungens favoritkonkubin Gwiin Jo (Injo) underminerade hennes ställning tills hon 1645 fick flytta till ett annat palats. Hon blev änkedrottning 1649 och blev då föremål för den uppmärksammade 
Yesongdispyten, som handlade om hur länge en änkedrottning borde bära sorgkläder. Hon blev storänkedrottning 1659, och levde resten av sitt liv på ett mycket tillbakadraget sätt. 